# Frank de Wit

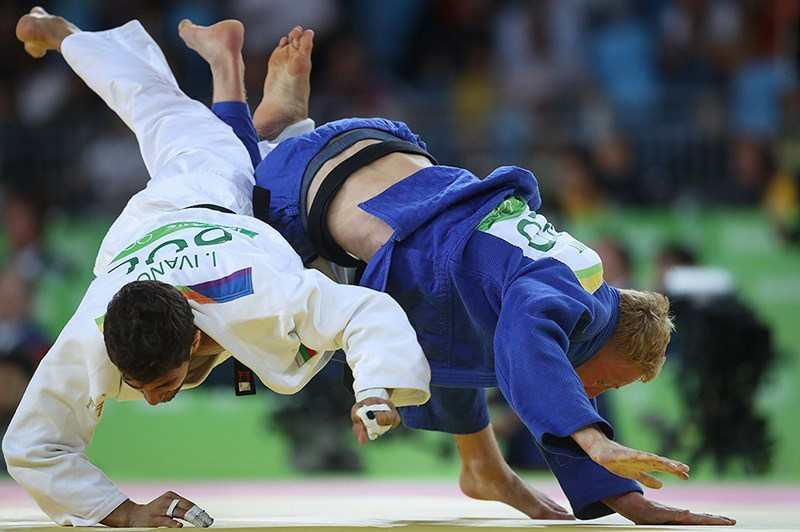
Iwajlo Iwanow (weiß) gegen Frank de Wit (blau) (Olympische Spiele 2016)

Frank de Wit (* 13. Februar 1996 in Heemskerk) ist ein niederländischer Judoka. Er war Weltmeisterschaftsdritter 2021.

## Sportliche Karriere
Frank de Wit kämpft seit 2013 im Halbmittelgewicht, der Gewichtsklasse bis 81 Kilogramm. 2013 war er Zweiter der Kadetten-Europameisterschaften und der Kadetten-Weltmeisterschaften. Bei den Olympischen Jugendspielen 2014 gewann Frank de Wit eine Bronzemedaille. 2015 war er Junioren-Europameister und Junioren-Weltmeister. Bei den Olympischen Spielen 2016 in Rio de Janeiro schied er in seinem ersten Kampf gegen den Bulgaren Iwajlo Iwanow aus.
2017 siegte Frank de Wit beim Grand Slam in Paris. Bei den Europameisterschaften 2017 in Warschau erreichte er das Halbfinale und verlor dann gegen den Russen Alan Chubezow, anschließend unterlag er im Kampf um Bronze dem zweiten Russen Aslan Lappinagow. Bei den Weltmeisterschaften in Budapest belegte Frank de Wit nach einer Niederlage in der Hoffnungsrunde gegen den Mongolen Otgonbaataryn Uuganbaatar den siebten Platz. Zwei Monate später standen sich die beiden im Finale des Grand Slams in Abu Dhabi erneut gegenüber und diesmal siegte der Niederländer.
Nach einem schwächeren Jahr 2018 belegte Frank de Wit 2019 den siebten Platz bei den Europaspielen in Minsk. Bei den Weltmeisterschaften 2019 schied er in seinem Auftaktkampf aus. Im September gewann er nach 2017 erneut den niederländischen Meistertitel. Nach der Kampfpause wegen der COVID-19-Pandemie erreichte er im November 2020 bei den Europameisterschaften in Prag das Halbfinale. Nach Niederlagen gegen Iwajlo Iwanow und den Georgier Luka Maisuradse belegte de Wit den fünften Platz. Anfang 2021 erreichte er das Finale beim World Masters und unterlag dort dem Georgier Tato Grigalaschwili. Im Juni 2021 trafen Frank de Wit und Tato Grigalaschwili im Halbfinale der Weltmeisterschaften in Budapest wieder aufeinander und der Georgier gewann abermals. Frank de Wit besiegte im Kampf um eine Bronzemedaille den Japaner Sōtarō Fujiwara. Bei den Olympischen Spielen in Tokio schied Frank de Wit im Achtelfinale gegen den Deutschen Dominic Ressel aus.
2023 gewann Frank de Wit bei der im Rahmen der Europaspiele 2023 ausgetragenen Team-Europameisterschaft die Bronzemedaille mit der niederländischen Mannschaft. Im April 2024 bei den Europameisterschaften in Zagreb erreichte de Wit das Finale und verlor dann gegen Tato Grigalaschwili. Vier Wochen später bei den Weltmeisterschaften in Abu Dhabi unterlag de Wit in seinem zweiten Kampf dem Tadschiken Somon Mahmadbekow. Ende Juli schied der Niederländer im Achtelfinale der Olympischen Spiele 2024 in Paris ebenfalls gegen Mahmadbekow aus.